# Erik Willaarts
Erik Willaarts (Woudenberg, 25 augustus 1961) is een Nederlands voormalig profvoetballer die in zijn carrière onder meer uitkwam voor FC Utrecht en Borussia Mönchengladbach. De aanvaller eindigde zijn carrière begin jaren 90.

## Carrière
Willaarts begon te voetballen bij amateurclub  VV Woudenberg. Hier werd hij opgemerkt door Nol de Ruiter, scout van FC Utrecht. Na enkele testwedstrijden werd hem een contract aangeboden. Willaarts, ook in zijn amateurcarrière een veelscorende aanvaller, werd twee keer - in 1987 en 1990 - clubtopscorer. De eerste keer schoot hij er 25 in, de tweede 9. In het seizoen 1986-1987 was hij na Marco van Basten topscorer van de Eredivisie.
In het seizoen 1986-1987 groeide zijn populariteit snel. Hij begon vaak op de bank, maar wist ook als invaller veelvuldig te scoren. Hij vormde in die jaren een gouden duo met John van Loen, die oorlog maakte in de 16, terwijl Willaarts altijd op de goede plaats stond om de bal erin te schieten.
In de nacompetitie van dat seizoen groeide Willaarts tot ongekende hoogte, niet alleen in spel, maar ook in aanzien van het publiek. Hij scoorde 8 goals in 6 wedstrijden, waaronder de belangrijke 1-0 tegen FC Twente in de 94ste minuut (na een geblokt schot van Frans Adelaar) en de drie legendarische goals tegen Roda JC in de met 4-2 gewonnen wedstrijd aan het einde van de nacompetitie, wat ervoor zorgde dat FC Utrecht Europa inging.
Na FC Utrecht verhuisde de Woudenberger naar het Duitse Borussia Mönchengladbach, mede omdat de subtopper hem een beter salaris kon betalen. Door blessures kwam hij hier weinig aan spelen toe en al gauw werd hij weer uitgeleend aan de club uit de Domstad. Hij haalde echter zijn oude niveau niet meer en vertrok naar FC Dordrecht. Na twee seizoenen daar speelde Willaarts nog drie jaar voor Go Ahead Eagles, waarna hij een punt achter zijn carrière zette.
Willaarts ging na zijn profcarrière weer in Woudenberg voetballen in het vijfde elftal van de gelijknamige amateurclub en werd werkzaam als keukenverkoper. Betaald voetballer Ricky van Wolfswinkel is zijn neef.